# Mildred Pierce (romanzo)
Mildred Pierce è un romanzo hardboiled del 1941 dello scrittore statunitense James M. Cain. Fu adattato per il cinema da Michael Curtiz nel 1945, con Joan Crawford, e in una miniserie televisiva di Todd Haynes nel 2011, interpretata da Kate Winslet.

## Trama
Ambientato a Glendale, California degli anni '30, il libro racconta la vita di Mildred Pierce, una casalinga della classe media che divorzia da un marito infedele e disoccupato. Ella combatte duramente per mantenere la propria posizione sociale e le sue due figlie, Veda e Ray, durante la Grande depressione. Dimostra un attaccamento eccessivo, quasi morboso, nei confronti della figlia maggiore Veda. Inizia a lavorare come cameriera in un ristorante; la sua voglia di emergere la spingerà a una scalata verso il successo diventando proprietaria di ristoranti. Compie tuttavia scelte sbagliate sul piano professionale e privato, che condurranno a conseguenze disastrose e strazianti. Madre e figlia diverranno rivali: si troveranno a lottare per lo stesso uomo.

## Personaggi principali
Mildred Pierce
Mildred Pierce è la protagonista del libro. La cosa che caratterizza di più Mildred è l'orgoglio. Ha due figlie, Veda e Ray, avute dal matrimonio con Bert Pierce. Si sposa una seconda volta con Monty e una terza con lo stesso Bert.
Veda Pierce
Veda è l'antagonista del libro. Veda è la figlia tanto amata di Mildred e Bert ed è la sorella di Ray. Lei odia sua madre e fa di tutto per andarsene da Glendale per trasferirsi a New York.
Monty Beragon
Snob e presuntuoso, Monty è il secondo marito di Mildred.
Bert Pierce
È il primo e terzo marito di Mildred. Padre di Veda e Ray, tradisce sua moglie con una conoscente. Nonostante ciò, Bert si presenta come un uomo buono e molto generoso.
Lucy Gessler
È la fidata amica e vicina di Mildred. Diventa il gestore del ristorante sulla spiaggia di Mildred.
Ida
Ida diventa amica di Mildred quando quest'ultima inizia a lavorare con lei nel suo ristorante. Diventa il gestore del locale a Beverly Hills di Mildred.
Wally Burgan
Ha una relazione con Mildred quando quest'ultima si separa dal marito. È anche il suo consigliere finanziario ma le gioca un brutto tranello diversi anni dopo, quando la donna si sposa con Monty.
Ray Pierce
È la figlia minore di Mildred e Bert e sorella di Veda. Muore all'età di 6 anni per una grave polmonite.

## Narrazione

### Temi
I temi principali sono il comportamento con i figli e le scelte private. Mildred vizia troppo sua figlia Veda, dandole tutto, e sarà proprio questo a farla maturare in cattiveria e a farle aumentare l'odio che prova verso la madre. D'altro canto, anche le scelte in piano privato porteranno Mildred a "cambiare" sua figlia.

### Analisi del finale
Alla fine del libro Mildred perde tutti i contatti con Veda non solo perché quest'ultima si è trasferita con Monty a New York ma anche perché ha scoperto il tranello della figlia. Quindi Mildred rimane sola con Bert, che gli promette che si faranno forza da soli. È presumibile però che Mildred ritorni da sua figlia per un perdono che non arriverà mai, lasciando Bert da solo per la seconda volta e per colpa di una persona che non le vuole bene, a differenza dell'uomo che invece la ama con tutto il cuore e che ha solo lei.

## Adattamenti

### Cinema
Nel 1945 uscì Il romanzo di Mildred, diretto dal celebre regista di Casablanca Michael Curtiz ed interpretato da Joan Crawford, al suo primo lavoro con la Warner Bros. dopo essere stata licenziata dalla MGM. Il film si rivelò un successo e venne nominato a 6 premi Oscar, tra cui quello per il Miglior film, vincendo quello per la Miglior attrice, l'unico vinto dall'attrice.

#### Differenze tra il libro e il film
La differenza più grande che c'è tra libro e film è la sotto trama: nel film, infatti, Monty muore all'inizio e solo attraverso flashback si scopre la storia riportata nel libro. Ciò ha aumentato l'aspetto noir già presente nel libro. Altre differenze sono:
- Nel libro Mildred apre tre locali, nel film cinque
- Nel libro la figlia di Mildred si chiama Ray, non Kay
- Il fatto che Veda diventi una cantante lirica di successo non è assolutamente accennato nel film
- Il personaggio di Lucy Gessler, la fidata vicina di Mildred, non viene nemmeno menzionato nel film

#### Il Morandini
Il Morandini dà al film 3 stelle su 5. Commenta: «Casalinga sciattona si separa dal marito e, per soddisfare le ambizioni della figlia viziata (Blyth), lavora come cameriera finché diventa proprietaria di una catena di ristoranti. Si risposa con un aristocratico (Scott) di bella presenza, facile da governare. Chi uccide il secondo marito? 6 nomination, 1 Oscar per J. Crawford sopra le righe. Dal romanzo (1941) di James Cain, un melodramma nero in forma di ritratto di donna ambiziosa, aggressiva ma vulnerabile. Bravi attori alle prese con personaggi poco credibili. Ottima fotografia.»

### Televisione
Nel 2011 è uscito Mildred Pierce, miniserie televisiva diretta dal regista di Lontano dal Paradiso Todd Haynes ed interpretata da Kate Winslet. La miniserie è stata un successo sia di pubblico sia di critica, che ha elogiato ogni particolare: dalla regia alla scenografia, dal montaggio al sonoro, dalla colonna sonora alla fotografia, da Kate Winslet al resto del cast. La miniserie è stata nominata a 21 Emmy Awards, gli Oscar della televisione, vincendone 5, tra cui quello per la Miglior attrice. Inoltre Kate Winslet ha vinto il suo terzo Golden Globe e SAG Award.

#### Differenze tra il libro e la miniserie
La miniserie è molto fedele al libro, riportandone a volte frasi o interi dialoghi, pertanto grandi differenze non ci sono, rispettando gli accenti melò.

## Edizioni italiane
- Mildred, traduzione di Maria Napolitano, Collana La Gaja Scienza n.3, Milano, Longanesi, 1946,  p. 454. - Collana gli Adelphi, Milano, Adelphi, 2011, ISBN 978-88-459-2664-8.
- Mildred Pierce, traduzione di Ernesto Napolitano, contributi di Gabriele Pedullà, Collana Stile libero, Torino, Giulio Einaudi Editore, 2001,  p. 326, ISBN 88-06-15975-5.